# Speocera krikkeni
Speocera krikkeni is een spinnensoort uit de familie Ochyroceratidae. De soort komt voor in Sumatra.